# Vale de Estrela
Vale de Estrela is een plaats (freguesia) in de Portugese gemeente Guarda en telt 418 inwoners (2001).